# Leptodactylus ocellatus
Leptodactylus ocellatus är en groddjursart som först beskrevs av Carl von Linné 1758.  Leptodactylus ocellatus ingår i släktet Leptodactylus och familjen tandpaddor. Inga underarter finns listade i Catalogue of Life.
Leptodactylus ocellatus lever i Brasilien och lever under fortplantningstiden i vatten och bygger här en ringformig vall av lera, inom vilken äggen läggs.